# Jezero (Sjenica)
Pour les articles homonymes, voir Jezero.
Jezero (en serbe cyrillique : Језеро) est un village de Serbie situé dans la municipalité de Sjenica, district de Zlatibor. Au recensement de 2011, il comptait 10 habitants.

## Démographie
| 1948 | 1953 | 1961 | 1971 | 1981 | 1991 | 2002 | 2011 |
| ---- | ---- | ---- | ---- | ---- | ---- | ---- | ---- |
| 60   | 71   | 67   | 58   | 57   | 39   | 24   | 10   |

|  |